# Centro para el Estudio de las Ciencias Sociales
El Centro para el Estudio de las Ciencias Sociales, Calcuta (CSSSC, por sus siglas en inglés) es un centro autónomo de investigación, dedicado al estudio de las ciencias sociales en el sur de Asia. Es uno de los centros de investigación más reconocidos de la India, y tiene buena reputación internacional.

## Directores
- Barun De, 1973-1983
- Surajit Sinha, 1983-1988
- Amiya Bagchi, 1988-1997
- Partha Chatterjee, 1997-2007
- Sugata Marjit, 2007 a la actualidad